# Цереброзиды
Церебрози́ды (гликосфинголипи́ды) (от лат. cerebrum — мозг) — природные органические соединения из группы сложных липидов. Компоненты клеточных мембран. Впервые были обнаружены в составе мозга (отсюда название).
Цереброзиды образованы остатками аминоспирта сфингозина, жирной кислоты и углевода (галактоза, реже глюкоза). В качестве жирнокислотного компонента в состав цереброзидов чаще всего входят насыщенные, ненасыщенные кислоты и оксикислоты с 24 атомами углерода в цепи.
Галактоцереброзиды обнаруживаются в основном в мембранах клеток мозга, в то время как глюкоцереброзиды присутствуют в мембранах различных клеток (не только нейронов).

## Болезни
- При Болезнь Гоше у больных отсутствует фермент Бета-глюкоцереброзидаза, который расщепляет глюкоцереброзиды на сахар и жир. Таким образом, они накапливаются в Макрофаги организма. Из-за этого происходит увеличение печени и селезенки.

- При Болезнь Краббе у больных отсутствует фермент β-галактозидаза, который расщепляет галактоцереброзиды. В первую очередь поражается мозг